# خزين أباد (كوهباية الشرقي)
خزین أباد (بالفارسية: خزین‌آباد) هي قرية تقع في إيران في قسم کوهبایة الشرقي الریفي. يقدر عدد سكانها بـ 25 نسمة .